# Majdan (Drohobytsch)
Majdan (ukrainisch Майдан; russisch Майдан Maidan, polnisch Majdan, früher auch Majdan Żelazny) ist ein Dorf in der westukrainischen Oblast Lwiw mit etwa 350 Einwohnern.

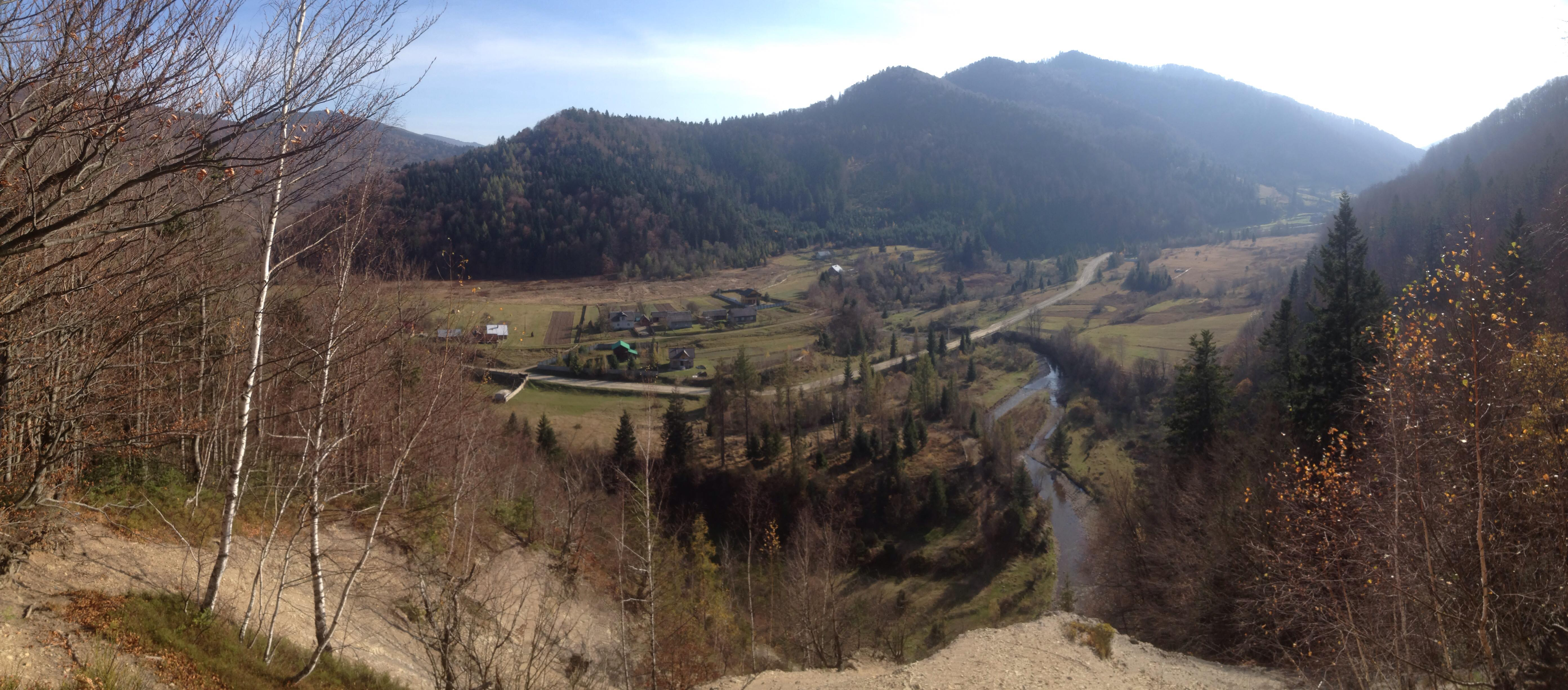
Blick auf den Ort

Am 12. Juni 2020 wurde das Dorf ein Teil der neu gegründeten Siedlungsgemeinde Schidnyzja (Східницька селищна громада/Schidnyzka selyschtschna hromada) im Rajon Drohobytsch, bis dahin war es ein Teil der Landratsgemeinde Rybnyk (Рибник).

## Geschichte
Das Dorf entstand wahrscheinlich in der 2. Hälfte des 18. Jahrhunderts als eine Siedlung der den Raseneisenstein fördernden Arbeiter. Es gehörte zunächst zur Woiwodschaft Ruthenien der Adelsrepublik Polen-Litauen. Bei der Ersten Teilung Polens kam das Dorf 1772 zum neuen Königreich Galizien und Lodomerien des habsburgischen Kaiserreichs (ab 1804).
Das Eisenerz wurde bis Ende des 19. Jahrhunderts gefördert. Es gab dort damals eine Schmiede, die stellte etwa 100 Arbeiter ein. Etwa 1820 südlich von Majdan entstand eine Siedlung der deutschen Forstarbeiter Mallmannsthal oder polonisiert Malmanstal genannt. Im Jahre 1861 wurde in Majdan eine römisch-katholische Kapelle erbaut.
Im Jahre 1900 hatte die Gemeinde Majdan 78 Häuser mit 495 Einwohnern, davon 224 ruthenischsprachige, 221 polnischsprachige, 44 deutschsprachige, 221 römisch-katholische, 216 griechisch-katholische, 58 Juden.
Nach dem Ende des Ersten Weltkriegs 1918 und dem Zusammenbruch der k.u.k. Monarchie kam Majdan zu Polen.
Im Jahre 1921 hatte die Gemeinde Majdan 120 Häuser mit 710 Einwohnern, davon 364 Polen, 245 Ruthenen, 7 Deutschen, 84 Juden (Nationalität), 10 anderer Nationalität, 365 römisch-katholische, 258 griechisch-katholische, 3 evangelische, 84 Juden (Religion).
Im Jahre 1930 wurde in Malmanstal eine Berghütte der drohobytschen PTT geöffnet. Vor dem Zweiten Weltkrieg hatte Majdan mit Malmanstal etwa 1000 Einwohner, davon die Mehrheit römisch-katholische Polen oder polonisierte Nachgeborenen der Deutschen. Ab 1938 war eine gemauerte römisch-katholische Kirche im Bau.
Im Zweiten Weltkrieg gehörte es zuerst zur Sowjetunion und ab 1941 zum Generalgouvernement, ab 1945 wieder zur Sowjetunion, heute zur Ukraine. Am 18. September 1939 wurden 20 polnische Soldaten von OUN getötet. Im Februar 1940 wurden 7 polnische Familien (über 30 Menschen) nach Sibirien gefahren. Im Jahre 1943 wurden 15 Polen von ukrainischen Nationalisten getötet. Die Polen verließen den Ort nach 1945. Die Siedlung Malmanstal wurde später gebrannt und zerstört.